# Phaeoradulum
Phaeoradulum is een monotypisch geslacht van schimmels. De familie is nog niet zeker (Incertae sedis). Volgens de Index Fungorum bestaat het geslacht uitsluitend uit de soort Phaeoradulum guadelupense.